# 22551 Adamsolomon
22551 Adamsolomon è un asteroide della fascia principale. Scoperto nel 1998, presenta un'orbita caratterizzata da un semiasse maggiore pari a 2,2591301 UA e da un'eccentricità di 0,0480917, inclinata di 5,90661° rispetto all'eclittica.